# World Baseball Classic 2006
Il World Baseball Classic 2006 è stata la prima edizione di questo torneo, che include anche i giocatori della Major League Baseball. Si è svolto dal 3 al 20 marzo in diversi stadi negli Stati Uniti, in Giappone e a Porto Rico.
È stato vinto dalla nazionale giapponese guidato da Sadaharu Oh, che ha sconfitto in finale la rappresentativa cubana.

## Formula
Le squadre sono state scelte attraverso degli inviti dalla MLB, che ha scelto le 16 nazioni più forti e rappresentative del baseball nel mondo. Non si sono quindi svolti tornei di qualificazione.
Il torneo si divideva in tre fasi: la prima a gironi, con 4 gruppi da 4 squadre ognuno, che permetteva alle prime due di passare alla seconda fase, sempre a gironi, che vedeva confrontarsi nel gruppo 1 le due migliori dei gruppi A e B, mentre nell'altro le due migliori dei gruppi C e D. Accedevano alla fase finale le prime due classificate di ogni girone, che si sfidavano l'una contro l'altra nelle semi-finali. Da queste due partite uscivano le due finaliste che si contendevano il titolo in uno scontro diretto.

## Squadre partecipanti
| Gruppo A      | Gruppo B    | Gruppo C    | Gruppo D        |
| ------------- | ----------- | ----------- | --------------- |
| Cina          | Canada      | Cuba        | Australia       |
| Corea del Sud | Messico     | Paesi Bassi | Italia          |
| Giappone      | Stati Uniti | Panama      | Rep. Dominicana |
| Taipei cinese | Sudafrica   | Porto Rico  | Venezuela       |

## Sedi degli incontri

### Fase a gironi(3–11 marzo)
- Gruppo A: Tokyo Dome  Tokyo (cap. 42.000)
- Gruppo B: Chase Field  Phoenix, Arizona (cap. 49.033) & Scottsdale Stadium  Scottsdale, Arizona (cap. 8.500)
- Gruppo C: Hiram Bithorn Stadium  San Juan (cap. 18.000)
- Gruppo D: Cracker Jack Stadium  Lake Buena Vista, Florida (cap. 9.500)

### Seconda fase(12–15 marzo)
- Gruppo 1: Angel Stadium  Anaheim, California (cap. 45.037)
- Gruppo 2: Hiram Bithorn Stadium  San Juan (cap. 18.000)

### Finali(18–20 marzo)
- PETCO Park  San Diego, California (cap. 42.445)

## Fase a gironi (3-11 marzo)

### Gruppo A

#### Incontri
| Tokyo 3 marzo 2006, ore 02:30 UTC | Corea del Sud | 2 – 0 | Taipei cinese | Tokyo Dome (5.193 spett.) |

| Tokyo 3 marzo 2006, ore 09:30 UTC | Giappone | 18 – 2 | Cina | Tokyo Dome (15.869 spett.) |

| Tokyo 4 marzo 2006, ore 02:00 UTC | Cina | 1 – 10 | Corea del Sud | Tokyo Dome (3.925 spett.) |

| Tokyo 4 marzo 2006, ore 09:00 UTC | Giappone | 14 – 3 | Taipei cinese | Tokyo Dome (31.047 spett.) |

| Tokyo 5 marzo 2006, ore 02:00 UTC | Taipei cinese | 12 – 3 | Cina | Tokyo Dome (4.577 spett.) |

| Tokyo 5 marzo 2006, ore 09:00 UTC | Corea del Sud | 3 – 2 | Giappone | Tokyo Dome (40.353 spett.) |

#### Classifica
| Team          | W | L | Tiebreaker | Avg.  | PF | PS |
| ------------- | - | - | ---------- | ----- | -- | -- |
| Corea del Sud | 3 | 0 | -          | 1.000 | 15 | 3  |
| Giappone      | 2 | 1 | -          | .667  | 34 | 8  |
| Taipei cinese | 1 | 2 | -          | .333  | 15 | 19 |
| Cina          | 0 | 3 | -          | .000  | 6  | 40 |

### Gruppo B

#### Incontri
| Phoenix 7 marzo 2006, ore 21:00 UTC | Messico | 0 – 2 | Stati Uniti | Chase Field (32.727 spett.) |

| Scottsdale 7 marzo 2006, ore 02:00 UTC | Canada | 11 – 8 | Sudafrica | Scottsdale Stadium (5.829 spett.) |

| Phoenix 8 marzo 2006, ore 21:00 UTC | Canada | 8 – 6 | Stati Uniti | Chase Field (16.993 spett.) |

| Scottsdale 8 marzo 2006, ore 02:00 UTC | Sudafrica | 4 – 10 | Messico | Scottsdale Stadium (7.937 spett.) |

| Phoenix 9 marzo 2006, ore 01:00 UTC | Messico | 9 – 1 | Canada | Chase Field (15.744 spett.) |

| Scottsdale 10 marzo 2006, ore 20:00 UTC | Stati Uniti | 17 – 0 | Sudafrica | Scottsdale Stadium (11.975 spett.) |

#### Classifica
| Team        | W | L | Tiebreaker     | Avg. | PF | PS |
| ----------- | - | - | -------------- | ---- | -- | -- |
| Messico     | 2 | 1 | 1-1, 1.59 RA/9 | .667 | 19 | 7  |
| Stati Uniti | 2 | 1 | 1-1, 4.00 RA/9 | .667 | 25 | 8  |
| Canada      | 2 | 1 | 1-1, 7.50 RA/9 | .667 | 20 | 23 |
| Sudafrica   | 0 | 3 | -              | .000 | 12 | 38 |

### Gruppo C

#### Incontri
| San Juan 7 marzo 2006, ore 00:00 UTC | Panama | 1 – 2 | Porto Rico | Hiram Bithorn Stadium (19.043 spett.) |

| San Juan 8 marzo 2006, ore 18:00 UTC | Cuba | 8 – 6 | Panama | Hiram Bithorn Stadium (6.129 spett.) |

| San Juan 8 marzo 2006, ore 00:30 UTC | Porto Rico | 8 – 3 | Paesi Bassi | Hiram Bithorn Stadium (15.570 spett.) |

| San Juan 9 marzo 2006, ore 00:00 UTC | Cuba | 11 – 2 | Paesi Bassi | Hiram Bithorn Stadium (7.657 spett.) |

| San Juan 10 marzo 2006, ore 18:00 UTC | Paesi Bassi | 10 – 0 | Panama | Hiram Bithorn Stadium (6.337 spett.) |

| San Juan 10 marzo 2006, ore 00:30 UTC | Porto Rico | 12 – 2 | Cuba | Hiram Bithorn Stadium (19.736 spett.) |

#### Classifica
| Team        | W | L | Tiebreaker | Avg.  | PF | PS |
| ----------- | - | - | ---------- | ----- | -- | -- |
| Porto Rico  | 3 | 0 | -          | 1.000 | 22 | 6  |
| Cuba        | 2 | 1 | -          | .667  | 21 | 20 |
| Paesi Bassi | 1 | 2 | -          | .333  | 15 | 19 |
| Panama      | 0 | 3 | -          | .000  | 7  | 20 |

### Gruppo D

#### Incontri
| Lake Buena Vista 7 marzo 2006, ore 18:00 UTC | Rep. Dominicana | 11 – 5 | Venezuela | Cracker Jack Stadium (10.645 spett.) |

| Lake Buena Vista 7 marzo 2006, ore 01:00 UTC | Australia | 0 – 10 | Italia | Cracker Jack Stadium (8.099 spett.) |

| Lake Buena Vista 8 marzo 2006, ore 00:00 UTC | Italia | 0 – 6 | Venezuela | Cracker Jack Stadium (10.101 spett.) |

| Lake Buena Vista 9 marzo 2006, ore 18:00 UTC | Italia | 3 – 8 | Rep. Dominicana | Cracker Jack Stadium (9.949 spett.) |

| Lake Buena Vista 9 marzo 2006, ore 01:00 UTC | Venezuela | 2 – 0 | Australia | Cracker Jack Stadium (10.111 spett.) |

| Lake Buena Vista 10 marzo 2006, ore 00:00 UTC | Australia | 4 – 6 | Rep. Dominicana | Cracker Jack Stadium (11.083 spett.) |

#### Classifica
| Team            | W | L | Tiebreaker | Avg.  | PF | PS |
| --------------- | - | - | ---------- | ----- | -- | -- |
| Rep. Dominicana | 3 | 0 | -          | 1.000 | 25 | 12 |
| Venezuela       | 2 | 1 | -          | .667  | 13 | 11 |
| Italia          | 1 | 2 | -          | .333  | 13 | 14 |
| Australia       | 0 | 3 | -          | .000  | 4  | 18 |

## Seconda fase (12-15 marzo)
| Gruppo 1 | Gruppo 1      | Gruppo 2 | Gruppo 2        |
| -------- | ------------- | -------- | --------------- |
| I A      | Corea del Sud | I C      | Porto Rico      |
| II A     | Giappone      | II C     | Cuba            |
| I B      | Messico       | I D      | Rep. Dominicana |
| II B     | Stati Uniti   | II D     | Venezuela       |

### Gruppo 1

#### Incontri
| Anaheim 12 marzo 2006, ore 21:00 UTC | Giappone | 3 – 4 | Stati Uniti | Angel Stadium (32.896 spett.) |

| Anaheim 12 marzo 2006, ore 04:00 UTC | Messico | 1 – 2 | Corea del Sud | Angel Stadium (42.979 spett.) |

| Anaheim 13 marzo 2006, ore 03:00 UTC | Stati Uniti | 3 – 7 | Corea del Sud | Angel Stadium (21.288 spett.) |

| Anaheim 14 marzo 2006, ore 00:00 UTC | Giappone | 6 – 1 | Messico | Angel Stadium (16.591 spett.) |

| Anaheim 15 marzo 2006, ore 03:00 UTC | Corea del Sud | 2 – 1 | Giappone | Angel Stadium (39.679 spett.) |

| Anaheim 16 marzo 2006, ore 00:30 UTC | Stati Uniti | 1 – 2 | Messico | Angel Stadium (38.284 spett.) |

#### Classifica
| Team          | W | L | Tiebreaker     | Avg.  | PF | PS |
| ------------- | - | - | -------------- | ----- | -- | -- |
| Corea del Sud | 3 | 0 | -              | 1.000 | 11 | 5  |
| Giappone      | 1 | 2 | 1-1, 2.50 RA/9 | .333  | 10 | 7  |
| Stati Uniti   | 1 | 2 | 1-1, 2.64 RA/9 | .333  | 8  | 12 |
| Messico       | 1 | 2 | 1-1, 3.50 RA/9 | .333  | 4  | 9  |

### Gruppo 2

#### Incontri
| San Juan 12 marzo 2006, ore 06:00 UTC | Cuba | 7 – 2 | Venezuela | Hiram Bithorn Stadium (13.697 spett.) |

| San Juan 12 marzo 2006, ore 01:00 UTC | Porto Rico | 7 – 1 | Rep. Dominicana | Hiram Bithorn Stadium (19.692 spett.) |

| San Juan 13 marzo 2006, ore 07:00 UTC | Rep. Dominicana | 7 – 3 | Cuba | Hiram Bithorn Stadium (6.594 spett.) |

| San Juan 13 marzo 2006, ore 01:00 UTC | Venezuela | 6 – 0 | Porto Rico | Hiram Bithorn Stadium (19.400 spett.) |

| San Juan 14 marzo 2006, ore 00:00 UTC | Venezuela | 1 – 2 | Rep. Dominicana | Hiram Bithorn Stadium (13.007 spett.) |

| San Juan 15 marzo 2006, ore 00:00 UTC | Cuba | 4 – 3 | Porto Rico | Hiram Bithorn Stadium (19.773 spett.) |

#### Classifica
| Team            | W | L | Tiebreaker | Avg. | PF | PS |
| --------------- | - | - | ---------- | ---- | -- | -- |
| Rep. Dominicana | 2 | 1 | 1-0        | .667 | 10 | 11 |
| Cuba            | 2 | 1 | 0-1        | .667 | 14 | 12 |
| Venezuela       | 1 | 2 | 1-0        | .333 | 9  | 9  |
| Porto Rico      | 1 | 2 | 0-1        | .333 | 10 | 11 |

## Finali (18-20 marzo)
|  | Semifinali | Semifinali      | Semifinali |          |      | Finale | Finale | Finale |  |
|  |            |                 |            |          |      |        |        |        |  |
|  | II 2       | Cuba            | 3          |          |      |        |        |        |  |
|  | II 2       | Cuba            | 3          |          |      |        |        |        |  |
|  | I 2        | Rep. Dominicana | 1          |          |      |        |        |        |  |
|  | I 2        | Rep. Dominicana | 1          |          | Cuba | Cuba   | 6      |        |  |
|  |            |                 |            |          | Cuba | Cuba   | 6      |        |  |
|  |            |                 | Giappone   | Giappone | 10   |        |        |        |  |
|  | II 1       | Giappone        | Giappone   | Giappone | 10   | 6      |        |        |  |
|  | II 1       | Giappone        |            |          |      |        |        |        |  |
|  | I 1        | Corea del Sud   | 0          |          |      |        |        |        |  |

| San Diego 18 marzo 2006, ore 20:00 UTC | Cuba | 3 – 1 | Rep. Dominicana | PETCO Park (41.268 spett.) |

| San Diego 18 marzo 2006, ore 03:00 UTC | Giappone | 6 – 0 | Corea del Sud | PETCO Park (42.639 spett.) |

| San Diego 20 marzo 2006, ore 02:00 UTC | Cuba | 6 – 10 | Giappone | PETCO Park (42.696 spett.) |

## Classifica finale

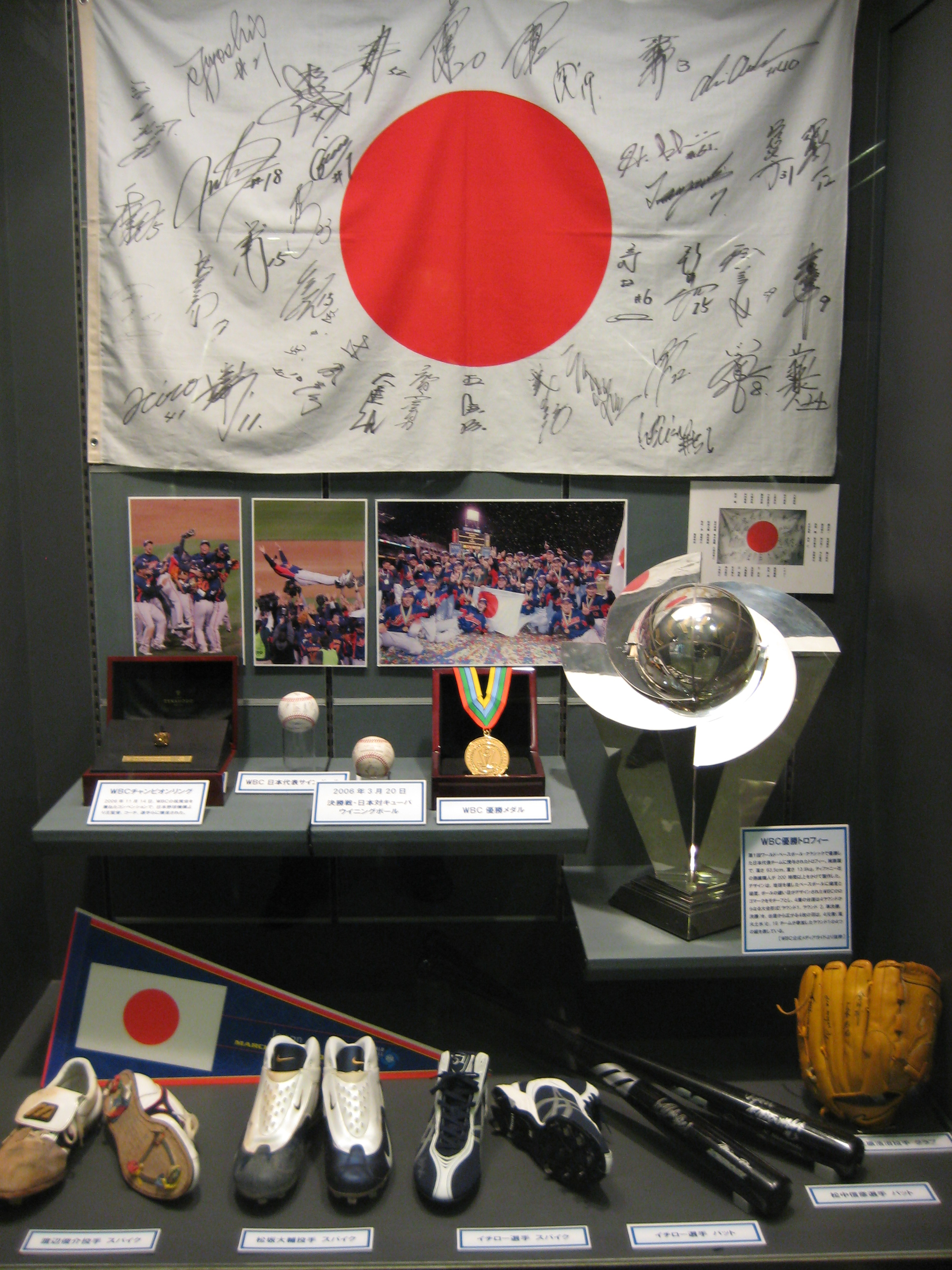
Il trofeo del World Baseball Classic 2006

| Nazionale giapponese · World Baseball Classic 2006 | Nazionale giapponese · World Baseball Classic 2006 | Nazionale giapponese · World Baseball Classic 2006 |
| --- | --- | -------------------------------------------------- |
| 1 Iwamura · 2 Ogasawara · 3 Matsunaka · 5 K. Wada · 6 Tamura · 7 Nishioka · 8 Imae · 9 Kinjoh · 10 Miyamoto · 11 Shimizu · 12 Fujita · 15 Kubota · 17 Fukudome · 18 Matsuzaka (MVP) · 19 Uehara · 20 Yabuta · 21 T. Wada · 22 Satozaki · 23 Aoki · 24 Fujikawa · 25 Arai · 27 Tanishige · 31 Watanabe · 40 Otsuka · 41 Kobayashi · 47 Sugiuchi · 51 I. Suzuki · 52 Kawasaki · 59 Aikawa · 61 Ishii · 61 Mahara · Manager: 89 Sadaharu Oh | 1 Iwamura · 2 Ogasawara · 3 Matsunaka · 5 K. Wada · 6 Tamura · 7 Nishioka · 8 Imae · 9 Kinjoh · 10 Miyamoto · 11 Shimizu · 12 Fujita · 15 Kubota · 17 Fukudome · 18 Matsuzaka (MVP) · 19 Uehara · 20 Yabuta · 21 T. Wada · 22 Satozaki · 23 Aoki · 24 Fujikawa · 25 Arai · 27 Tanishige · 31 Watanabe · 40 Otsuka · 41 Kobayashi · 47 Sugiuchi · 51 I. Suzuki · 52 Kawasaki · 59 Aikawa · 61 Ishii · 61 Mahara · Manager: 89 Sadaharu Oh | Giappone (bandiera)                                |

| Nazionale cubana · World Baseball Classic 2006 | Nazionale cubana · World Baseball Classic 2006 | Nazionale cubana · World Baseball Classic 2006 |
| --- | --- | ---------------------------------------------- |
| 2 Paret · 4 Suárez · 8 Pestano · 10 Gurriel · 11 Reyes · 12 Enríquez · 14 J.C. Pedroso · 16 Palma · 19 Romero · 21 Ramírez · 23 Odelín · 24 Cepeda · 26 Borroto · 31 Garlobo · 42 Moreno · 46 Urrutia · 48 González · 51 Sánchez · 53 Borrero · 54 Anderson · 56 Tabares · 58 Martínez · 61 Machado · 62 Y. Pedroso · 79 Folch · 81 Pérez · 90 Martí · 97 Maya · 99 Lazo · Manager: Higinio Vélez | 2 Paret · 4 Suárez · 8 Pestano · 10 Gurriel · 11 Reyes · 12 Enríquez · 14 J.C. Pedroso · 16 Palma · 19 Romero · 21 Ramírez · 23 Odelín · 24 Cepeda · 26 Borroto · 31 Garlobo · 42 Moreno · 46 Urrutia · 48 González · 51 Sánchez · 53 Borrero · 54 Anderson · 56 Tabares · 58 Martínez · 61 Machado · 62 Y. Pedroso · 79 Folch · 81 Pérez · 90 Martí · 97 Maya · 99 Lazo · Manager: Higinio Vélez | Cuba (bandiera)                                |

| Nazionale sudcoreana · World Baseball Classic 2006 | Nazionale sudcoreana · World Baseball Classic 2006 | Nazionale sudcoreana · World Baseball Classic 2006 |
| --- | --- | -------------------------------------------------- |
| 1 Son · 3 J. Park · 5 Jeong · 6 Jg. Kim · 7 Jb. Lee · 9 B. Lee · 11 Choi · 12 Song · 14 Mj. Kim · 15 Koo · 16 Jk. Kim · 17 Oh · 20 Jin · 21 Chong · 22 Hong · 25 S. Lee · 26 Seo · 28 Jun · 33 Y. Park · 35 Jy. Lee · 36 Bae · 41 Jung · 44 Cho · 45 Bong · 49 B. Kim · 51 S. Kim · 52 T. Kim · 55 Bh. Lee · 61 C. Park · Manager: Kim In-sik | 1 Son · 3 J. Park · 5 Jeong · 6 Jg. Kim · 7 Jb. Lee · 9 B. Lee · 11 Choi · 12 Song · 14 Mj. Kim · 15 Koo · 16 Jk. Kim · 17 Oh · 20 Jin · 21 Chong · 22 Hong · 25 S. Lee · 26 Seo · 28 Jun · 33 Y. Park · 35 Jy. Lee · 36 Bae · 41 Jung · 44 Cho · 45 Bong · 49 B. Kim · 51 S. Kim · 52 T. Kim · 55 Bh. Lee · 61 C. Park · Manager: Kim In-sik | Corea del Sud (bandiera)                           |

| Nazionale dominicana · World Baseball Classic 2006 | Nazionale dominicana · World Baseball Classic 2006 | Nazionale dominicana · World Baseball Classic 2006 |
| --- | --- | -------------------------------------------------- |
| 1 Taveras · 2 Polanco · 5 Pujols · 7 Feliz · 8 Polonia · 9 Reyes · 10 Tejada · 12 Soriano · 15 J. Brito · 16 Torres · 18 Alou · 19 Encarnación · 20 Belliard · 22 Castillo · 26 Peña · 29 Beltré · 31 Paulino · 33 Sosa · 34 Ortiz · 35 Cabrera · 38 Marte · 40 Colón · 41 Liriano · 43 Batista · 47 Tejeda · 51 E. Brito · 52 Sánchez · 53 Tavárez · 55 Pérez · 56 Rodney · Manager: Manny Acta | 1 Taveras · 2 Polanco · 5 Pujols · 7 Feliz · 8 Polonia · 9 Reyes · 10 Tejada · 12 Soriano · 15 J. Brito · 16 Torres · 18 Alou · 19 Encarnación · 20 Belliard · 22 Castillo · 26 Peña · 29 Beltré · 31 Paulino · 33 Sosa · 34 Ortiz · 35 Cabrera · 38 Marte · 40 Colón · 41 Liriano · 43 Batista · 47 Tejeda · 51 E. Brito · 52 Sánchez · 53 Tavárez · 55 Pérez · 56 Rodney · Manager: Manny Acta | Rep. Dominicana (bandiera)                         |

| Nazionale portoricana · World Baseball Classic 2006 | Nazionale portoricana · World Baseball Classic 2006 | Nazionale portoricana · World Baseball Classic 2006 |
| --- | --- | --------------------------------------------------- |
| 4 Molina · 5 Pérez · 6 Gotay · 7 Rodríguez · 8 López · 9 Baez · 10 Jo. Valentín · 12 Cintrón · 13 Cora · 15 Beltrán · 17 Ja. Valentín · 19 Ríos · 22 Cruz · 23 Vázquez · 24 Ledée · 25 Delgado · 29 Padilla · 32 L. Matos · 33 Romero · 38 Piñeiro · 40 Santiago · 43 Gonzalez · 45 J. Matos · 48 Feliciano · 50 Calero · 51 Williams · 52 Román · 55 Maldonado · 56 Cabrera · 57 Rojas · 58 Collazo · Manager: José Oquendo | 4 Molina · 5 Pérez · 6 Gotay · 7 Rodríguez · 8 López · 9 Baez · 10 Jo. Valentín · 12 Cintrón · 13 Cora · 15 Beltrán · 17 Ja. Valentín · 19 Ríos · 22 Cruz · 23 Vázquez · 24 Ledée · 25 Delgado · 29 Padilla · 32 L. Matos · 33 Romero · 38 Piñeiro · 40 Santiago · 43 Gonzalez · 45 J. Matos · 48 Feliciano · 50 Calero · 51 Williams · 52 Román · 55 Maldonado · 56 Cabrera · 57 Rojas · 58 Collazo · Manager: José Oquendo | Porto Rico (bandiera)                               |

| Nazionale venezuelana · World Baseball Classic 2006 | Nazionale venezuelana · World Baseball Classic 2006 | Nazionale venezuelana · World Baseball Classic 2006 |
| --- | --- | --------------------------------------------------- |
| 1 T. Pérez · 2 Guillén · 9 Alfonzo · 12 Scutaro · 13 Vizquel · 15 Moreno · 19 R. Hernández · 20 Rivera · 21 Blanco · 23 Palma · 24 Cabrera · 27 C. Hernández · 28 Carrara · 29 Julio · 30 Ordóñez · 31 V. Zambrano · 34 García · 36 Armas · 37 Rodríguez · 38 C. Zambrano · 39 Chacín · 41 Martínez · 45 Escobar · 47 Chávez · 51 Pérez · 52 Silva · 53 Abreu · 56 Alvárez · 57 Santana · 63 Betancourt · Manager: Luis Sojo | 1 T. Pérez · 2 Guillén · 9 Alfonzo · 12 Scutaro · 13 Vizquel · 15 Moreno · 19 R. Hernández · 20 Rivera · 21 Blanco · 23 Palma · 24 Cabrera · 27 C. Hernández · 28 Carrara · 29 Julio · 30 Ordóñez · 31 V. Zambrano · 34 García · 36 Armas · 37 Rodríguez · 38 C. Zambrano · 39 Chacín · 41 Martínez · 45 Escobar · 47 Chávez · 51 Pérez · 52 Silva · 53 Abreu · 56 Alvárez · 57 Santana · 63 Betancourt · Manager: Luis Sojo | Venezuela (bandiera)                                |

| Nazionale statunitense · World Baseball Classic 2006 | Nazionale statunitense · World Baseball Classic 2006 | Nazionale statunitense · World Baseball Classic 2006 |
| --- | --- | ---------------------------------------------------- |
| 1 Young · 2 Jeter · 3 Griffey Jr. · 5 Holliday · 6 Wells · 7 Francoeur · 8 Barrett · 10 Jones · 13 Rodriguez · 18 Damon · 19 Leiter · 20 Street · 21 Winn · 22 Clemens · 23 Teixeira · 24 Schneider · 25 Lee · 26 Utley · 32 Cordero · 33 Varitek · 35 Willis · 36 Nathan · 38 Majewski · 39 Wheeler · 40 Fuentes · 44 Peavy · 50 Timlin · 54 Lidge · 59 Jones · 62 Shields · Manager: Buck Martinez | 1 Young · 2 Jeter · 3 Griffey Jr. · 5 Holliday · 6 Wells · 7 Francoeur · 8 Barrett · 10 Jones · 13 Rodriguez · 18 Damon · 19 Leiter · 20 Street · 21 Winn · 22 Clemens · 23 Teixeira · 24 Schneider · 25 Lee · 26 Utley · 32 Cordero · 33 Varitek · 35 Willis · 36 Nathan · 38 Majewski · 39 Wheeler · 40 Fuentes · 44 Peavy · 50 Timlin · 54 Lidge · 59 Jones · 62 Shields · Manager: Buck Martinez | Stati Uniti (bandiera)                               |

| Nazionale italiana · World Baseball Classic 2006 | Nazionale italiana · World Baseball Classic 2006 | Nazionale italiana · World Baseball Classic 2006 |
| --- | --- | ------------------------------------------------ |
| 1 Santora · 3 Buccheri · 4 Menechino · 6 Giarratano · 13 Mangieri · 14 Ceriani · 15 Sinisi · 17 Maestri · 18 Saccomanno · 20 Gregorio · 22 Fiore · 24 Delucchi · 25 Zoccolillo · 26 Ramos · 27 Catalanotto · 28 Milano · 31 Piazza · 34 Dallospedale · 35 Pascucci · 36 Lamacchia · 37 Rollandini · 38 Incantalupo · 40 Olenberger · 42 Liverziani · 43 De Santis · 45 Gallo · 49 Grilli · 53 Barzilla · 55 DiNardo · 58 Miceli · Manager: Matt Galante | 1 Santora · 3 Buccheri · 4 Menechino · 6 Giarratano · 13 Mangieri · 14 Ceriani · 15 Sinisi · 17 Maestri · 18 Saccomanno · 20 Gregorio · 22 Fiore · 24 Delucchi · 25 Zoccolillo · 26 Ramos · 27 Catalanotto · 28 Milano · 31 Piazza · 34 Dallospedale · 35 Pascucci · 36 Lamacchia · 37 Rollandini · 38 Incantalupo · 40 Olenberger · 42 Liverziani · 43 De Santis · 45 Gallo · 49 Grilli · 53 Barzilla · 55 DiNardo · 58 Miceli · Manager: Matt Galante | Italia (bandiera)                                |

## All-WBC team
| Posizione | Giocatore         |
| --------- | ----------------- |
| MVP       | Daisuke Matsuzaka |
| C         | Tomoya Satozaki   |
| 1B        | Seung Yeop Lee    |
| 2B        | Yulieski Gourriel |
| IB        | Derek Jeter       |
| 3B        | Adrián Beltré     |
| OF        | Ken Griffey, Jr.  |
| OF        | Jong Beom Lee     |
| OF        | Ichirō Suzuki     |
| DH        | Yoandry Garlobo   |
| P         | Yadel Martí       |
| P         | Daisuke Matsuzaka |
| P         | Chan Ho Park      |

## Statistiche di attacco
Ordinate in base alla media battuta
| Classifica      | G | AB  | R  | H  | 2B | 3B | HR | RBI | TB  | BB | SO | SB | CS | OBP  | SL   | AVG  | OPS  |
| --------------- | - | --- | -- | -- | -- | -- | -- | --- | --- | -- | -- | -- | -- | ---- | ---- | ---- | ---- |
| Giappone        | 8 | 270 | 60 | 84 | 9  | 3  | 10 | 57  | 129 | 32 | 39 | 13 | 2  | .390 | .478 | .311 | .868 |
| Stati Uniti     | 6 | 197 | 33 | 57 | 7  | 2  | 9  | 32  | 95  | 19 | 26 | 1  | 1  | .359 | .482 | .289 | .841 |
| Porto Rico      | 6 | 203 | 32 | 58 | 9  | 0  | 8  | 31  | 91  | 24 | 34 | 7  | 3  | .365 | .448 | .286 | .813 |
| Cuba            | 8 | 279 | 44 | 79 | 12 | 1  | 8  | 41  | 117 | 24 | 51 | 3  | 4  | .357 | .419 | .283 | .776 |
| Canada          | 3 | 104 | 20 | 29 | 10 | 4  | 2  | 17  | 53  | 23 | 24 | 2  | 2  | .419 | .510 | .279 | .928 |
| Paesi Bassi     | 3 | 102 | 15 | 27 | 3  | 0  | 0  | 11  | 30  | 11 | 22 | 0  | 0  | .342 | .294 | .265 | .636 |
| Taipei cinese   | 3 | 102 | 15 | 27 | 9  | 0  | 1  | 11  | 39  | 7  | 21 | 3  | 1  | .342 | .382 | .265 | .724 |
| Rep. Dominicana | 7 | 23  | 36 | 61 | 8  | 0  | 9  | 28  | 96  | 33 | 33 | 6  | 4  | .364 | .412 | .262 | .776 |
| Sudafrica       | 3 | 87  | 12 | 22 | 3  | 1  | 0  | 11  | 27  | 7  | 34 | 0  | 2  | .330 | .310 | .253 | .640 |
| Corea del Sud   | 7 | 218 | 26 | 53 | 13 | 1  | 6  | 26  | 86  | 16 | 51 | 2  | 0  | .305 | .394 | .243 | .699 |
| Messico         | 6 | 189 | 23 | 44 | 11 | 1  | 5  | 21  | 72  | 15 | 36 | 2  | 0  | .292 | .381 | .233 | .673 |
| Italia          | 3 | 95  | 13 | 19 | 8  | 2  | 2  | 13  | 37  | 11 | 24 | 0  | 0  | .290 | .389 | .200 | .679 |
| Venezuela       | 6 | 188 | 22 | 35 | 6  | 0  | 7  | 20  | 62  | 35 | 40 | 2  | 1  | .323 | .330 | .186 | .653 |
| Cina            | 3 | 92  | 6  | 17 | 4  | 0  | 2  | 5   | 27  | 9  | 33 | 0  | 2  | .286 | .293 | .185 | .579 |
| Panama          | 3 | 91  | 7  | 15 | 3  | 0  | 1  | 7   | 21  | 10 | 16 | 0  | 1  | .276 | .231 | .165 | .507 |
| Australia       | 3 | 80  | 4  | 9  | 2  | 0  | 0  | 3   | 11  | 7  | 32 | 3  | 2  | .191 | .138 | .113 | .329 |